# Pháo đài Diyarbakır
Diyarbakır là một pháo đài lịch sử nằm ở Sur, Diyarbakır, Thổ Nhĩ Kỳ. Nó được cấu thành bởi hai thành lũy phía ngoài và trong. Có 4 cổng ra vào được gọi là: Cổng Dag, Urfa, Mardin và Junior. Quần thể pháo đài được xây dựng khoảng 9.000 năm trước đây, và nó là những bức tường phòng thủ dài và rộng thứ hai trên thế giới (chỉ sau Vạn Lý Trường Thành).
Năm 2000, nó được bổ sung vào danh sách di sản dự kiến của UNESCO, và sau đó chính thức cùng với Các vườn Hevsel trở thành một Di sản thế giới vào năm 2015.